# Ayquina
Ayquina (även stavat Aiquina) är ett samhälle i regionen Antofagasta, längs norra sidan av Saladokanjonen i norra Chile. Den är belägen på cirka 3 000 meters höjd, och har cirka 1 500 invånare.
Den närbelägna vulkanen Paniri har en betydande roll i den lokala kulturen och folktron. Den 1 september 1998, sattes staden, tillsammans med Toconce upp på Chiles lista över förslag till världsarv (tentativa listan). Ayquina är platsen för områdets största religiösa festival, Vår fru av Guadalupefestivalen.